# Molluscipoxvirus
Molluscipoxvirus è un genere di virus a DNA a doppio filamento rivestiti da una doppia membrana virale, appartenenti alla famiglia Poxviridae, sottofamiglia  Chordopoxvirinae (Poxviridae che infettano i vertebrati).

## Proprietà
Le infezioni del Mollusco Contagioso causano lesioni cutanee di 2-10 mm di diametro, nodulari e simili a verruche. I noduli si riscontrano principalmente sul busto e sui genitali e sono caratteristiche per l'avere un tappo centrale caseoso facilmente rimovibile tramite schiacciamento. Dopo un periodo variabile dai 2 ai 12 mesi le lesioni si risolvono come risultato della risposta immunitaria.
La trasmissione del virus avviene per contatto diretto con i noduli cutanei, per via sessuale o tramite oggetti contaminati.